# Papado de Viterbo

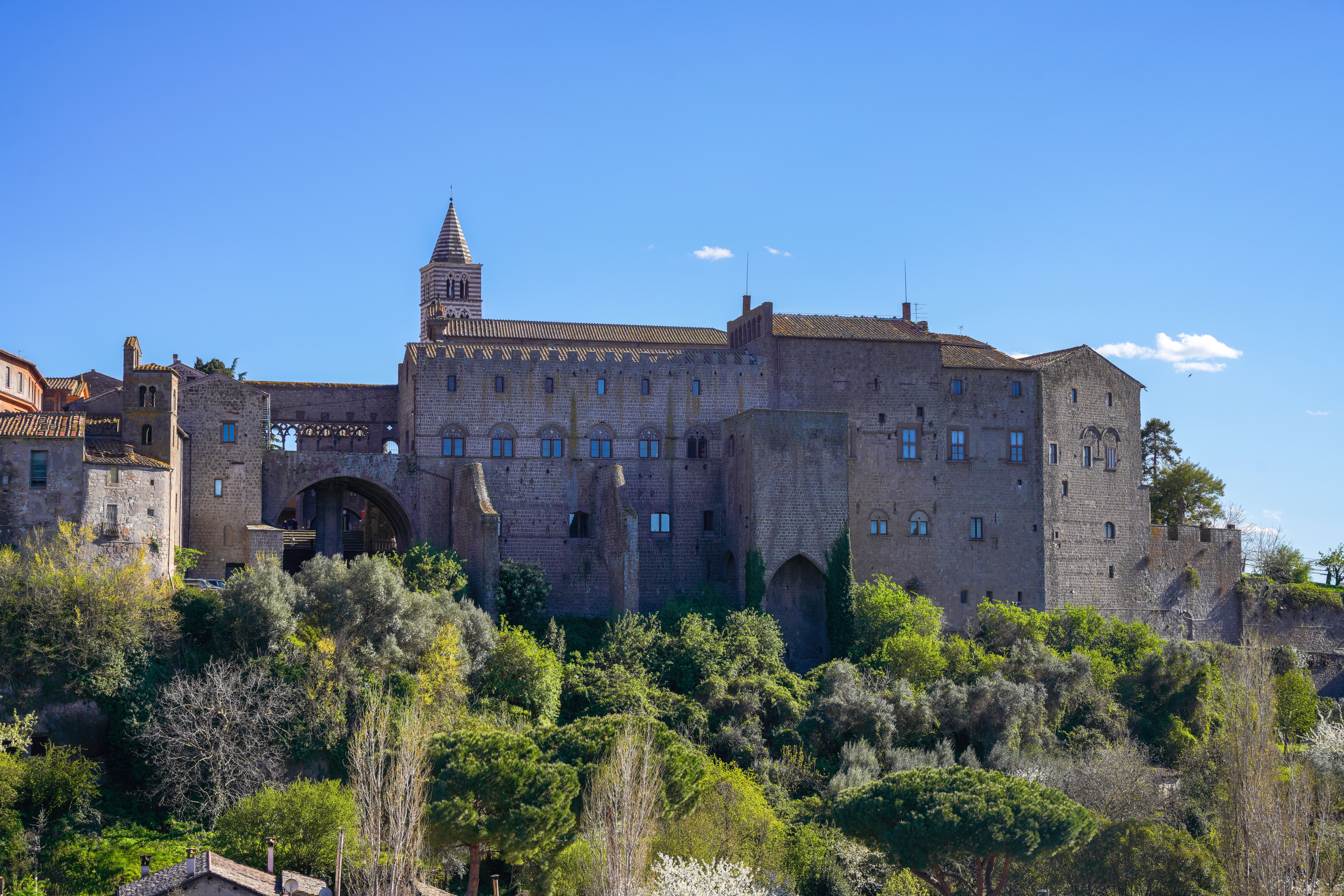
The Palacio de los Papas en Viterbo

Con una larga historia como atalaya para las fuerzas antipapa que amenazaban Roma, Viterbo se convirtió en ciudad papal en 1243. Durante los últimos años del siglo XIII, la antigua ciudad italiana de Viterbo fue la sede de cinco elecciones papales y la residencia de siete papas y sus Curias, y sigue siendo la ubicación de cuatro tumbas papales. Estos papas residieron en el Palacio Papal de Viterbo junto a la Catedral de Viterbo de forma intermitente durante dos décadas, de 1257 a 1281; como resultado, el palacio papal de Viterbo, con el de Orvieto, son los palacios papales del siglo XIII más extensos que han sobrevivido.
Las cambiantes alianzas políticas y económicas empujaron y sacaron a varios papas de ese siglo de Roma, refugiándose en otras ciudades-estado italianas, no siempre hospitalarias, como Perugia y Orvieto. La principal división en este sentido era entre la Angevina y los Hohenstaufen que reclamaban el título de Emperador del Sacro Imperio Romano Germánico, al que el papa podía coronar.

## Condiciones papales anteriores
Según el artículo de la Enciclopedia Católica sobre Viterbo, "durante los siglos XII y XIII la ciudad ofreció varias veces asilo a los papas. " El papa Pascual II (1099-1118) fue llevado a Viterbo como prisionero en 1111, y cuando el Papa Adriano IV (1154-1159) se reunió con Federico Barbarroja en la ciudad en 1155, la ciudad estaba firmemente en manos del emperador.
Los antipapas Pascual III (1164-1168) y Calixto III (1168-1178) se refugiaron en Viterbo, donde la nobleza era leal a los gibelinos, pero -según la Enciclopedia Católica- gran parte de la población seguía siendo leal al papa Alejandro III. Viterbo se rebeló contra el emperador después de que se concluyera la paz entre el papa y el emperador.
El papa Inocencio III (1198-1216) emitió una bula desde Viterbo en 1214. Viterbo se mantuvo fiel a Federico II Hohenstaufen, y se negó a admitir al papa Gregorio IX en 1232. Una serie de asedios hizo que la ciudad oscilara entre la lealtad güelfa y la gibelina.

## Resumen
Papas Residentes
Viterbo fue la residencia de cinco papas que murieron allí:
- Papa Alejandro IV (1254-1261)
- Papa Clemente IV (1265-1268)
- Papa Adriano V (1276)
- Papa Juan XXI (1276-1277)
- Papa Nicolás III (1277-1280)

Otros dos papas residieron temporalmente en Viterbo durante un tiempo, pero se trasladaron a otro lugar antes de su muerte:
- Papa Urbano IV (1261-1264)
- Papa Martín IV (1281-1285)

Elecciones
Viterbo fue la sede de cinco elecciones papales:
- Elección papal, 1261
- Elección papal de 1268-71 (Catedral de Viterbo)[2]
- Cónclave de septiembre de 1276 (Catedral de Viterbo)[2]
- Cónclave de 1277
- Elección papal, 1280-1281 (Catedral de Viterbo)[2]

Ninguno de ellos se ajustó a la formalidad del cónclave papal, aunque varios fueron decisivos en el desarrollo de las normas del cónclave.

## Galería

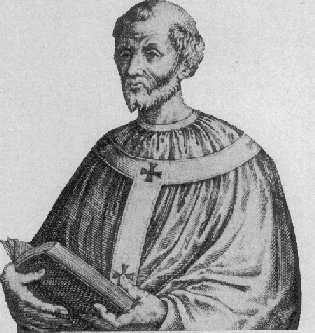
Papa  Alejandro IV (1254–1261)
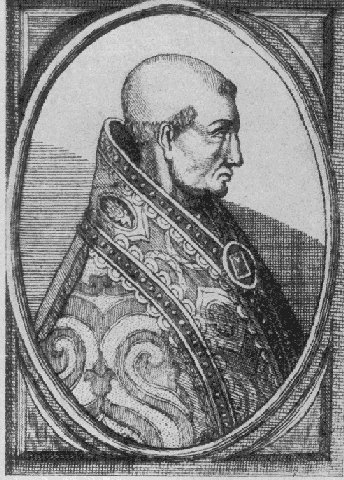
Papa  Urbano IV (1261–1264)
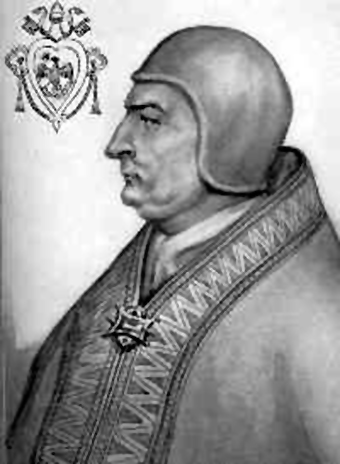
Papa Clemente IV (1265–1268)
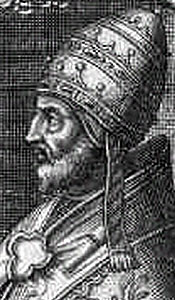
Papa Adriano V (1276)
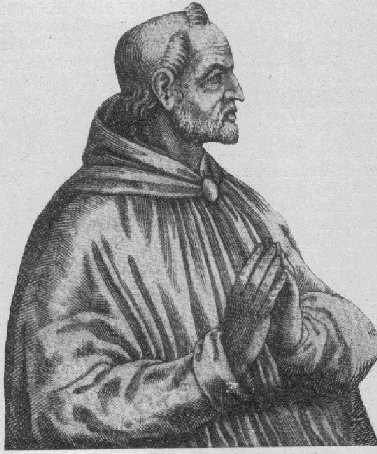
Papa Juan XXI (1276–1277)
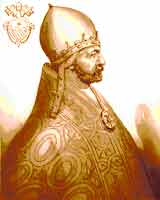
Papa Nicolás III (1277–1280)
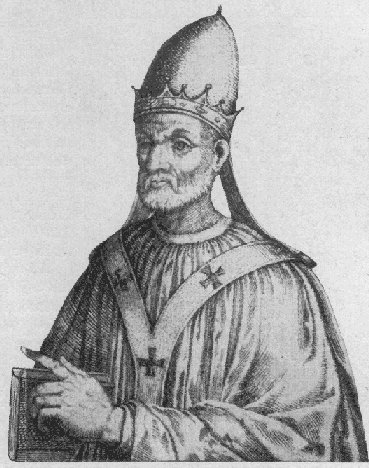
Papa Martín IV (1281–1285)

## Historia
El papa  Alejandro IV fue elegido en Nápoles en diciembre de 1254. Heredó la oposición de su predecesor a la Hohenstaufen que reclamaba el Sacro Imperio Romano. Debido a la fuerza de la facción gibelinos en Roma, se retiró a Viterbo en 1257 hasta su muerte en 1261. Alejandro IV comenzó a ampliar la residencia del obispo junto a la catedral, y el Palacio Papal se completó probablemente en 1266.
El sucesor de Alejandro IV, el papa Urbano IV, regresó a Viterbo de las Cruzadas y estuvo presente cuando murió Alejandro IV. Urbano IV, que no era cardenal, se trasladó a Perugia tras su elección, donde murió. Urbano IV pasó el invierno y la primavera de 1261-1262 en Viterbo.
El sucesor de Urbano IV, el Papa Clemente IV, fue elegido en Perugia, pero se estableció en Viterbo, donde permaneció hasta su muerte. Clemente IV estableció su residencia permanente en Viterbo en 1266. Ni siquiera regresó a Roma para la coronación de Carlos de Anjou como emperador del Sacro Imperio Romano Germánico por el Colegio de Cardenales.
La elección tras la muerte de Clemente IV, en Viterbo, duró tres años. El Papa Gregorio X, un no cardenal ausente en las Cruzadas, fue finalmente elegido. Gregorio X regresó a Roma, y murió en Arezzo, mientras regresaba del Segundo Concilio de Lyon. en Francia. Su sucesor, el Papa Inocencio V también residió en Roma.
El Papa Adriano V fue papa durante poco más de un mes, y apenas logró otra cosa que morir en Viterbo antes incluso de ser ordenado sacerdote. Su sucesor portugués, el Papa Juan XXI permaneció en Viterbo. Juan XXI amplió el palacio papal de Viterbo, y murió cuando una parte del tejado se derrumbó sobre él.
El siguiente papa, Nicolás III, aunque de la poderosa familia romana Orsini, también murió en Viterbo en 1280. Durante la siguiente elección, los magistrados de Viterbo arrojaron a la cárcel a dos cardenales Orsini. Cuando se eligió a su sucesor, el papa Martín IV, Viterbo había quedado bajo interdicto, y como el papa francés estaba resentido en Roma, fue coronado en Orvieto. La influencia de Viterbo en el papado disminuyó tras la muerte de Martín IV en Perugia en 1285.
El papa Pío II estuvo en Viterbo en 1462 para celebrar la fiesta del Corpus Christi.

## Arquitectura

### Palacio de los Papas

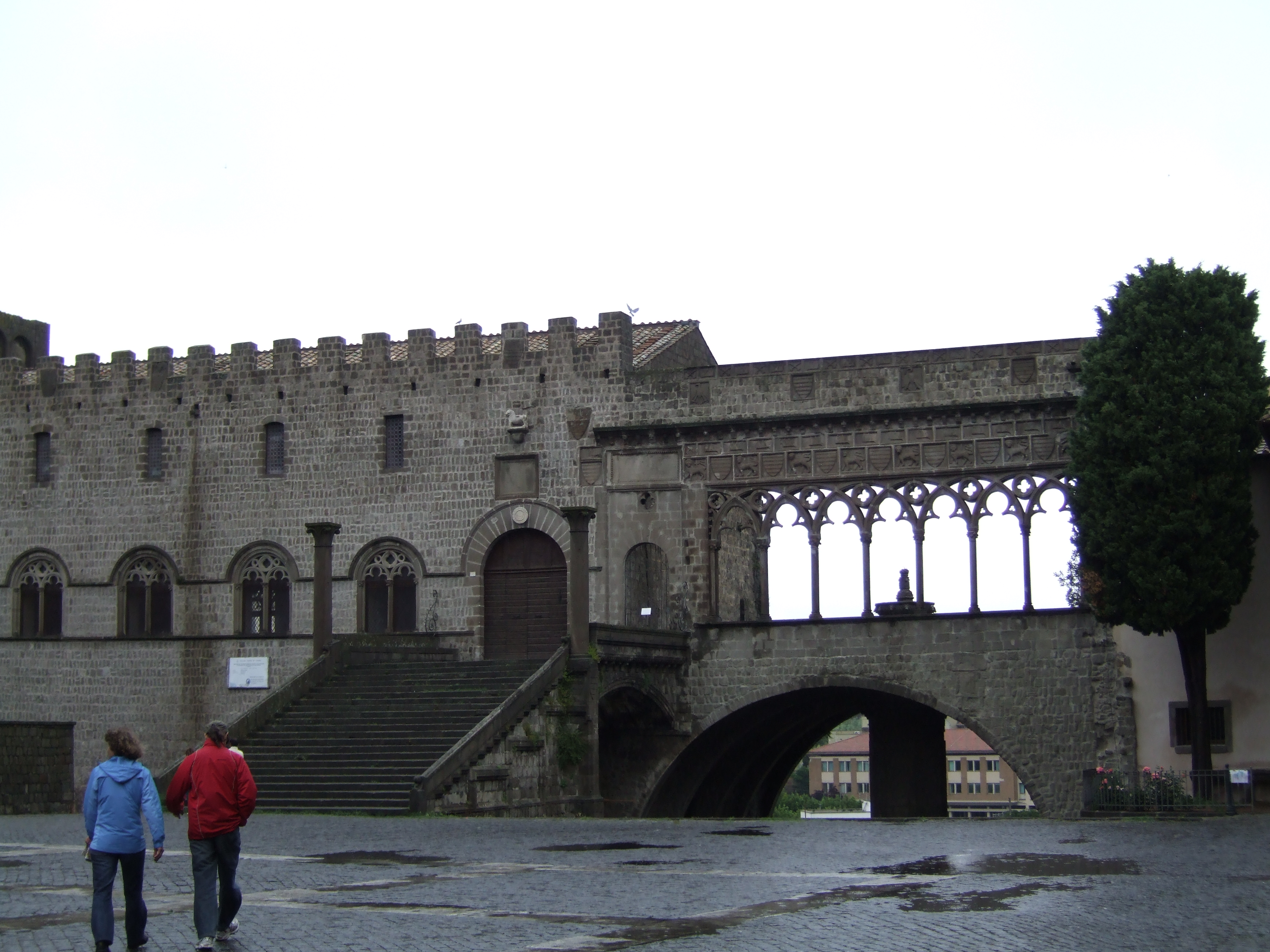
La logia del palacio papal

El palacio de Viterbo había sido la residencia de la Obispo de Viterbo hasta la década de 1250. Alejandro IV (1254-1261) amplió el palacio para utilizarlo como residencia papal. En 1266, durante el reinado de Clemente IV (1264-1268), se completó una gran adición de tres pisos. El palacio fue redecorado en la década de 1290, y algunas de las nuevas adiciones llevan el escudo de Caetani del Papa Bonifacio VIII (1294-1303). Según el profesor Radke, aunque Bonifacio VIII nunca visitó Viterbo durante su papado, "las armas papales indican que la estructura no había perdido completamente sus asociaciones papales".
Según el profesor Radke, "los palacios papales de Viterbo y Orvieto son los palacios papales del siglo XIII más extensos que han sobrevivido hasta nuestros días" Radke data una serie de frescos en el palacio a su ampliación durante la residencia de Clemente IV (1264-1268).

### Tumbas papales
Cuatro papas fueron enterrados en Viterbo:
- Alejandro IV (destruido en 1490)[2]
- Clemente IV (existente, S. Francesco)[2]
- Adriano V (existente, S. Francesco)[2]
- Juan XXI (existente, Catedral de Viterbo)

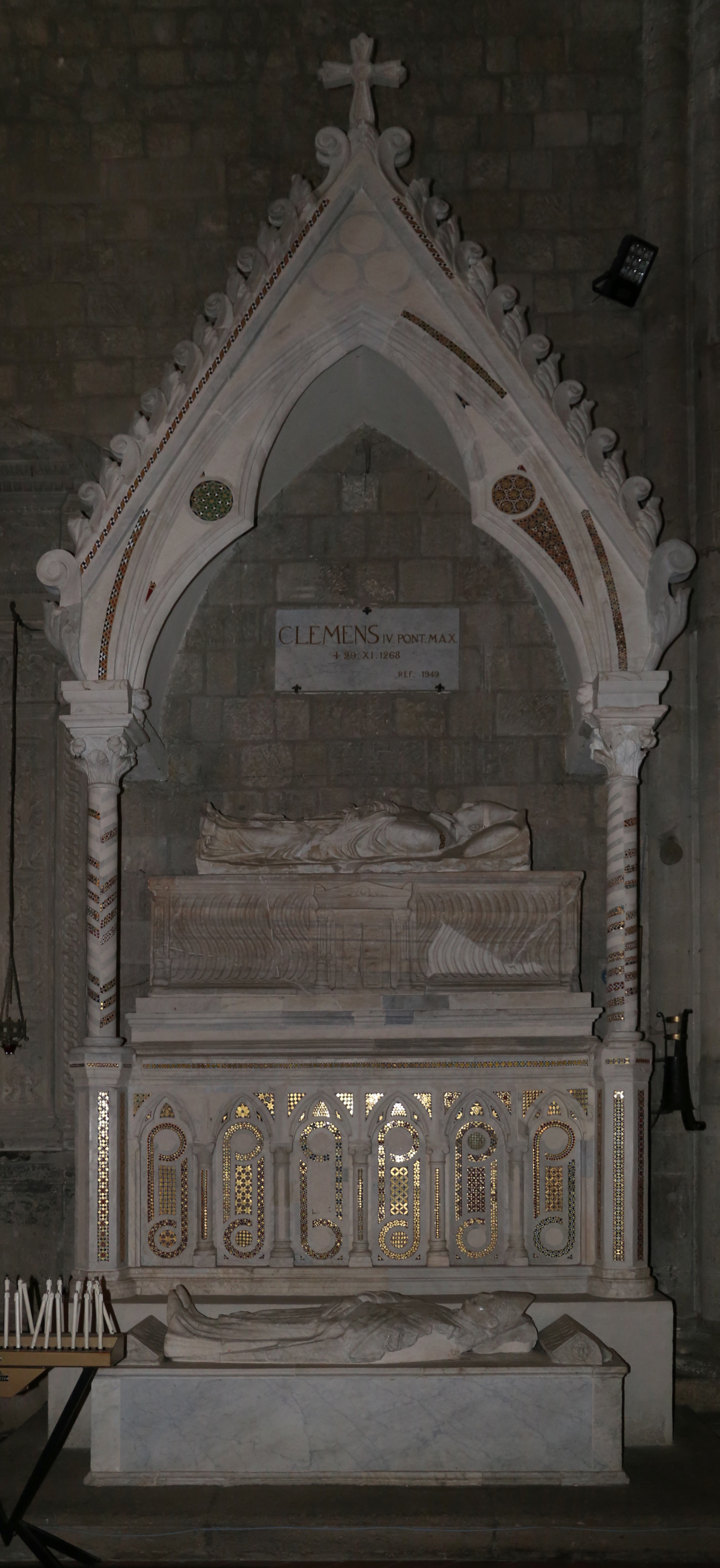
Tumba de Clemente IV en S. Francesco
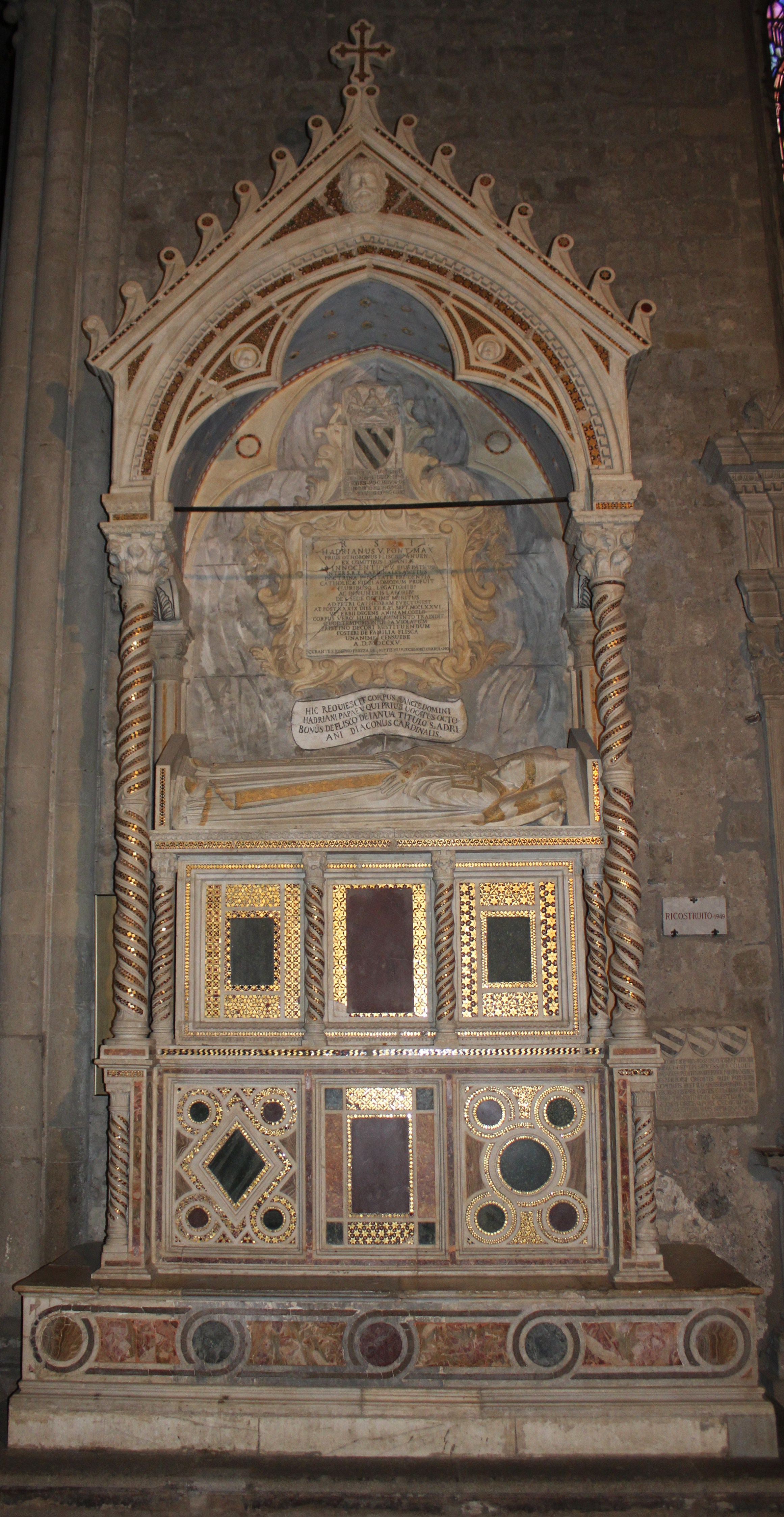
Tumba de Adrian V en S. Francesco
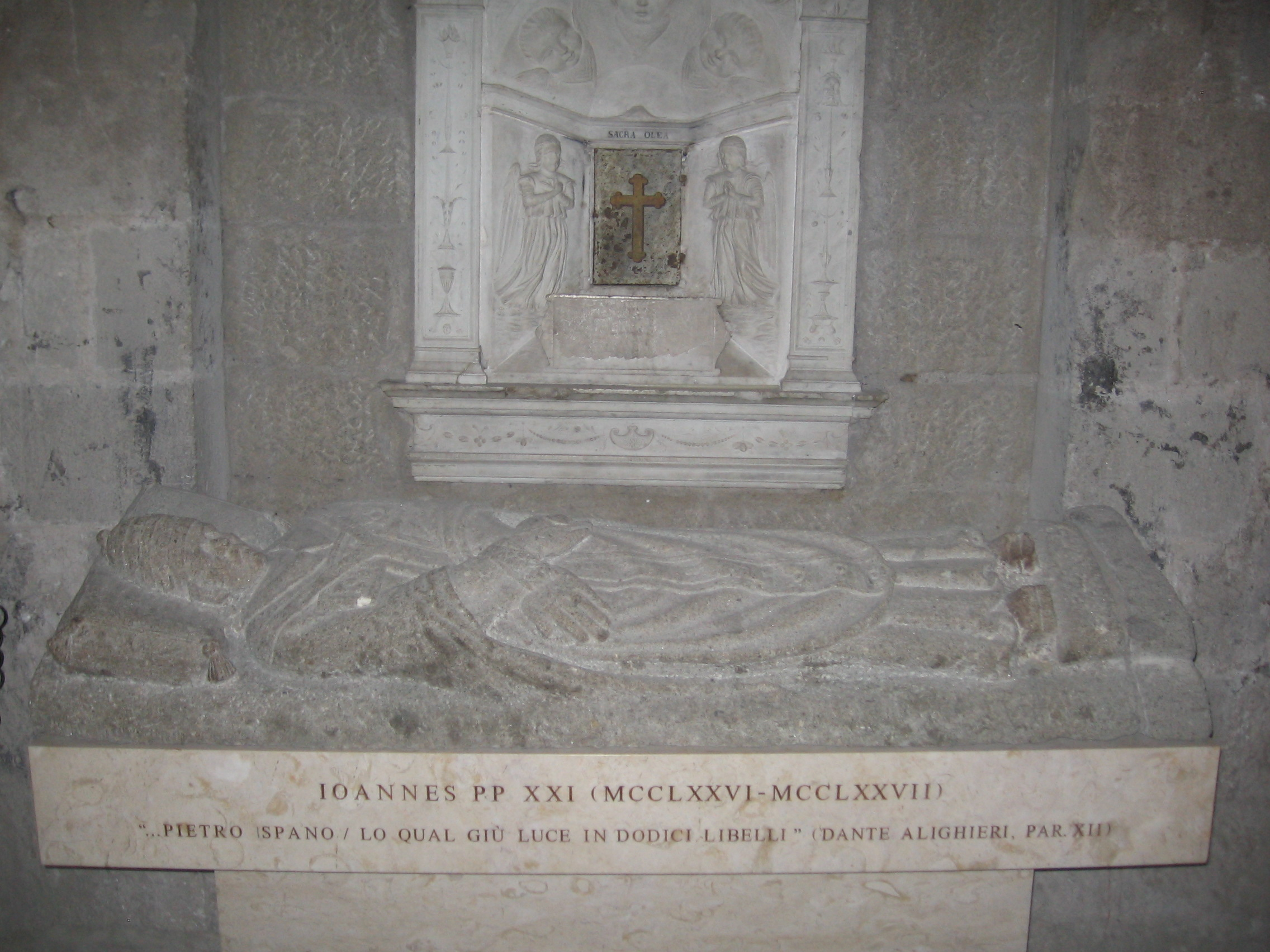
Tumba de Juan XXI en Catedral de Viterbo

Nicolás III, de la poderosa familia romana Orsini, fue devuelto a la Antigua Basílica de San Pedro para ser enterrado.